# Litzldorfer Bach
Der Litzldorfer Bach ist ein etwa 11 km langer linker Zufluss des Kirchbachs im Alpenvorland in Deutschland.

## Verlauf
Der Litzldorfer Bach entsteht zwischen Sulzberg und Farrenpoint, fällt über einen Wasserfall bei einer Schwefelquelle und einem ehemaligen Zementofen bei Litzldorf ins Alpenvorland. Dort nimmt er von links den Kutterlinger Bach auf, fließt nordostwärts bis Kirchdorf am Inn und mündet dort von links in den Kirchbach. Im Bach sind Salmoniden anzutreffen.

## Galerie

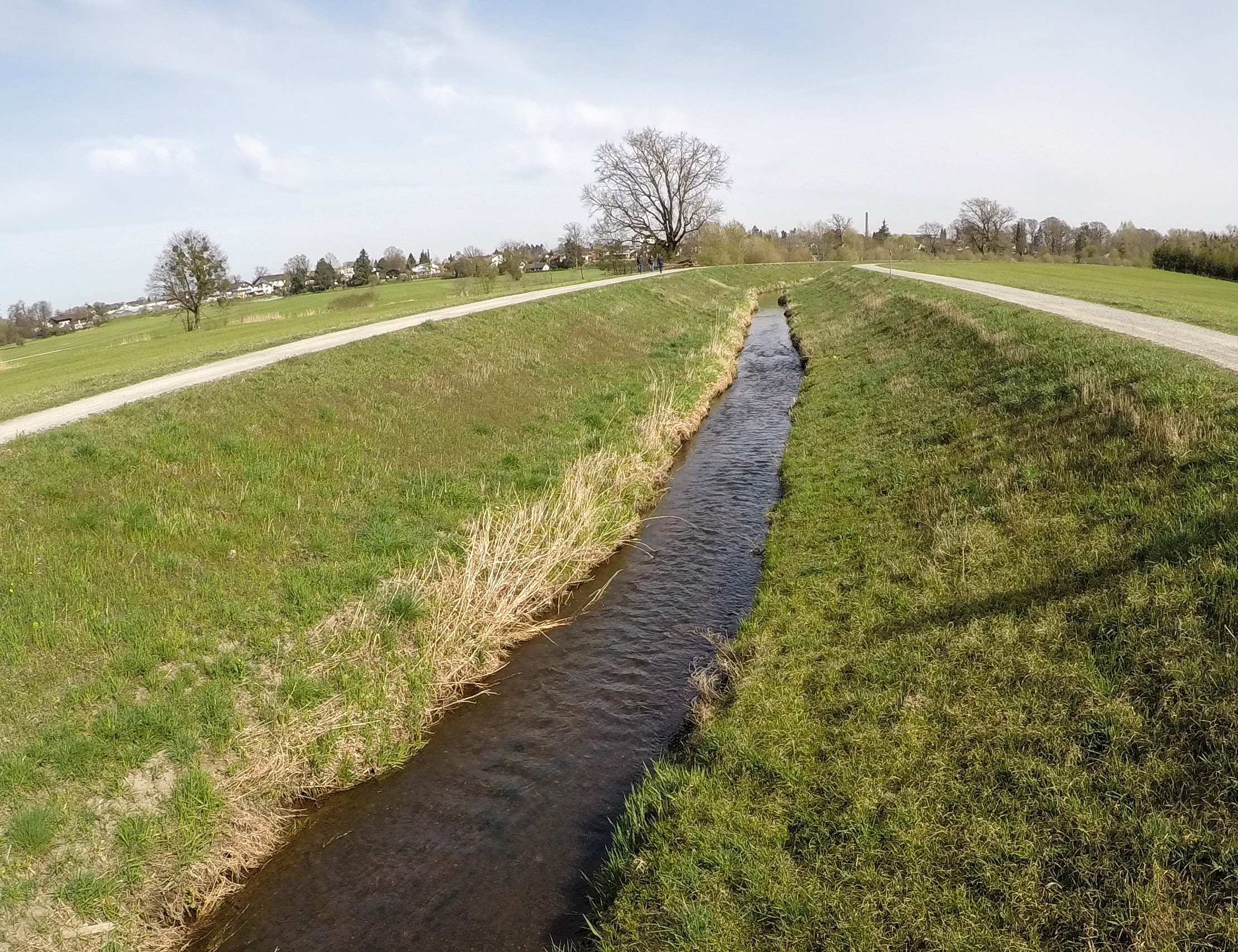
Unterlauf Litzldorfer Bach bei Kirchdorf am Inn
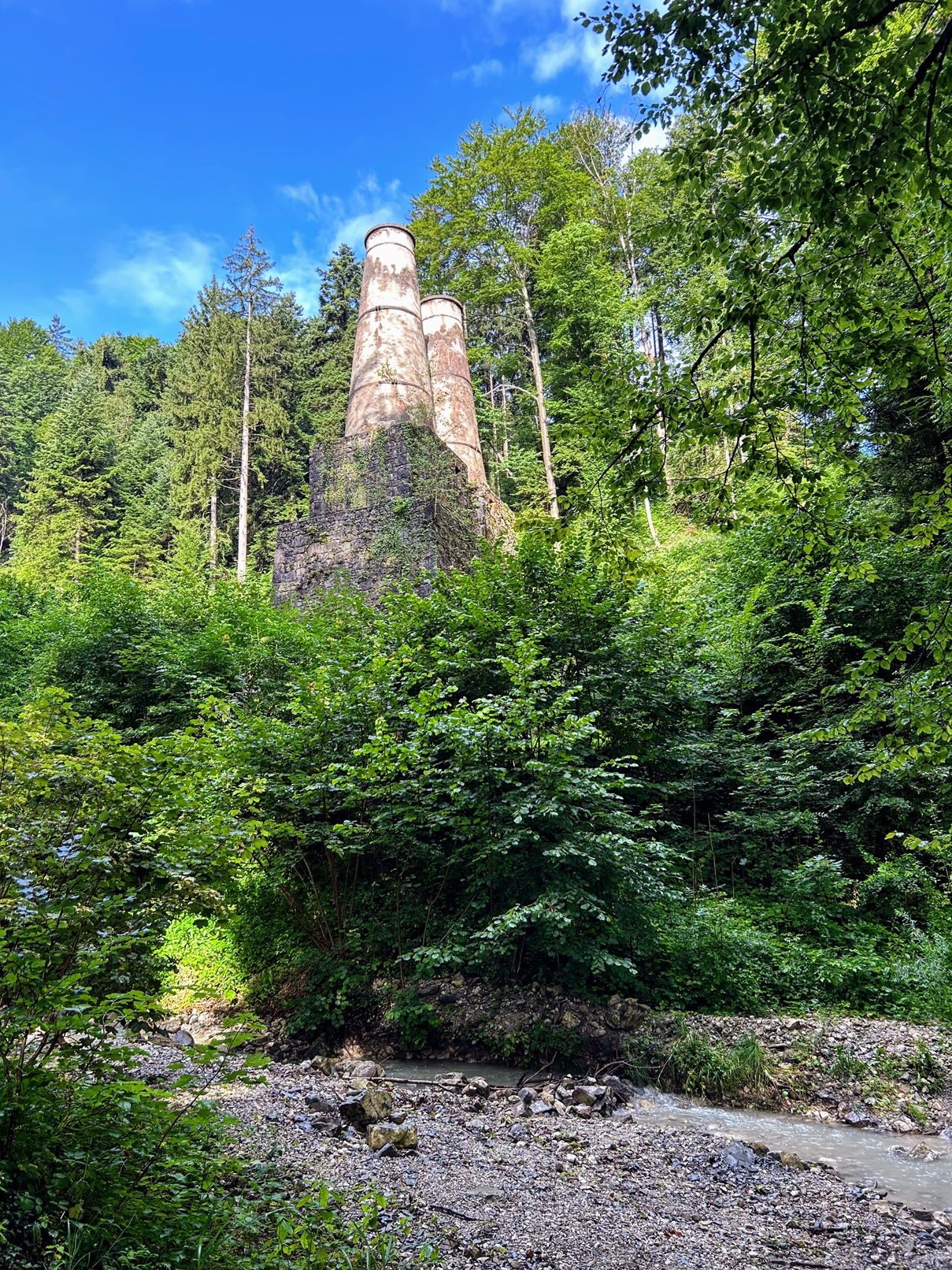
Ehemaliger Zementofen am Bach